# Gnieżdżewo
Gnieżdżewo —[ɡɲɛʐˈd͡ʐɛvɔ] Gniéżdżewò en caixubi— és un poble al districte administratiu de Gmina Puck, dins del comtat de Puck, Voivodat de Pomerània, a Polònia del nord. A uns 6 quilòmetres (4 milles) al nord de Puck i a 46 km (29 mi) km (29 milles) al nord de la capital regional Gdańsk.

## Història
El poble va ser esmentat per primera vegada als documents de l'medieval l'any 1305. Gnieżdżewo era un reial poble de la Corona polonesa, situada administrativament al comtat de Puck al Voivodat de Pomerània. Va ser concedit diversos privilegis a la Baixa Edat Mitjana, que van ser confirmats pels reis polonesos Sigismund II August i Ladislau IV Vasa el 1544 i el 1633.
Durant l'Ocupació alemanya de Polònia (Segona Guerra Mundial), el 1940, diverses famílies de polonesos van ser expulsades, mentre que les seves granges van ser lliurades als colons alemanys com a part de la política Lebensraum.